# La Vernaz
La Vernaz é uma comuna francesa na região administrativa de Auvérnia-Ródano-Alpes, no departamento da Alta Saboia. Estende-se por uma área de 7.78 km². Em 2010 a comuna tinha 345 habitantes (densidade: 44,3 hab./km²).